# 三県一局時代
三県一局時代（さんけんいっきょくじだい）は、北海道開拓の歴史における行政区分の一つである。
1882年（明治15年）2月8日の開拓使廃止に伴い、函館県（はこだてけん）・札幌県（さっぽろけん）・根室県（ねむろけん）の3県が設置されて、このほかに北海道事業管理局（農商務省の一部局）も設置された。
3県と事業管理局は、1886年（明治19年）1月26日の北海道庁設置に伴い廃止された。

## 三県一局の設置
1871年10月3日（明治4年8月19日）、当時の北海道開拓使は北海道の開拓の目処として翌72年から10年間1,000万円をもって総額とするという大規模予算計画、いわゆる開拓使十年計画を決定していた。
そして開拓使十年計画の満期を迎えた1882年、当初の計画通り北海道開拓使を廃止して、当時置かれていた北海道開拓使の札幌の本庁および函館・根室の2支庁のそれぞれの管轄区域に応じて、道外と同様に県という行政区域を新たに3つ設置することになった。
開拓事業については、これら3県と農商務省管轄の北海道事業管理局とで地方レベル・国レベルを各々分担する形で引き継がれることになった。
北海道開拓使の廃止直前に「開拓使官有物払下げ事件」が起きて混乱が生じたものの、1882年2月8日、予定通り北海道開拓使に代わって札幌県・函館県・根室県の3県が成立した。これによって北海道全体としては初めて近代行政機関･近代行政区画を持つことになった。
なお、道外の県とは異なり、これ以降も続く開拓使的な任務の都合や低過ぎる人口密度などのため、これらの3県に県議会や郡役所が正式に設置されることはなかった。

## 各県の概要
各県の管轄地域と旧国制度の領域の対応はそれぞれ下記のとおりとなっている。

### 函館県
開拓使函館支庁の管轄区域をもって成立する。県庁所在地は旧渡島国亀田郡の函館区。県令は時任為基。
管轄地域は、渡島国の全域と後志国の久遠・奥尻・太櫓・瀬棚・島牧・寿都・歌棄・磯谷の8郡、胆振国山越郡とされた。
これは、幕末の和人地から後志国の岩内郡以北のみ除いた範囲に相当する。

### 札幌県
開拓使本庁の管轄区域をもって成立する。県庁所在地は旧石狩国札幌郡の札幌区。県令は調所広丈。
管轄地域は、石狩国・天塩国・十勝国・日高国の全域と後志国の岩内・古宇・積丹・美国・古平・余市・忍路・高島・小樽の9郡、胆振国の虻田・有珠・室蘭・幌別・白老・勇払・千歳の7郡（即ち山越郡以外の全域）、北見国の宗谷・枝幸・利尻・礼文の4郡とされた。なお、後志国9郡は幕末の和人地の一部であった。
地理的には十勝国十勝郡の東端と宗谷岬（北）・神威岬（西）・襟裳岬（南）の3つの岬を四至としていた。

### 根室県

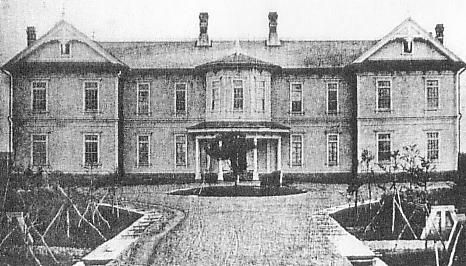
根室県庁

開拓使根室支庁の管轄区域をもって成立する。県庁所在地は旧根室国根室郡の根室梅ヶ枝町（根室県廃止後の1900年に根室町と改称）。県令は湯地定基。
管轄地域は、根室国・釧路国・千島国の全域と北見国の紋別・常呂・網走・斜里の4郡とされた。

## 警察制度の変遷
- 1882年（明治15年）2月8日 - 開拓使の廃止に伴い、3警察署および11警察分署は一旦廃止。
  - 北海道に3県1局制度の施行で、警察署の増設や水上警察署の新設、巡査採用規則の制定および帯剣制度の実施など発展整備が見られた。
- 1882年（明治15年）3月 - 札幌・函館・根室の三県に警察本署を設置。
- 1882年（明治15年）3月24日 - 札幌県札幌警察署が旧開拓使札幌警察署の事務を引き継いで発足。
- 1882年（明治15年）3月24日 - 札幌県札幌警察署が札幌警察本署に合併。
- 1883年（明治16年）2月 - 全警察官に帯刀させる。
  - 置県直後の警察組織の編成
札幌県札幌・小樽・岩内・室蘭・幌泉・増毛の6署
函館県函館・恵比寿分署・上磯分署、森、福山・福島分署、江差・久遠分署、寿都・歌棄分署の5署5分署
根室県根室・厚岸の2署
- 1882年（明治15年） - 1884年（明治18年）
  - 全国的な不景気に見舞われていたが、移籍来住者の増加と開拓の進捗により、必然的に要求されるのは治安と秩序の維持であり、警察力の増強が求められる中で警察分署が相次いで設置された。
  - 1882年（明治15年）8月 - 札幌警察署石狩分署、小樽警察署余市分署・古平分署　
  - 1883年（明治16年）2月 - 根室警察署標津分署・浜中分署・網走分署・国後分署・振別分署、厚岸警察署釧路分署
  - 1883年（明治16年）4月 - 江差警察署乙部分署、寿都警察署瀬棚分署
  - 1883年（明治16年）7月 - 寿都警察署磯谷分署
  - 1883年（明治16年）11月 - 札幌警察署空知分署・樺戸分署、函館警察署亀田分署
  - 1884年（明治17年）2月 - 札幌警察署勇払分署、幌泉警察署大津分署、増毛警察署宗谷分署、江差警察署熊石分署
  - 1884年（明治17年）5月 - 福山警察署江良町分署
  - 1885年（明治18年）2月 - 函館警察署泉沢分署・大野分署、寿都警察署本目分署、森警察署長万部分署
  - 1885年（明治18年）5月 - 森警察署川汲分署
  - 1885年（明治18年）7月 - 森警察署山越内分署
  - 1885年（明治18年）9月 - 函館警察署尻岸内分署、江差警察署奥尻分署
- 1885年（明治18年）12月 - 函館水上警察署を設置（北海道初の水上警察署）。
- 1886年（明治19年）1月26日 - 三県一局制度が廃止。

| 官職名            | 氏名     | 就任日       | 退任日        | 前職           | 後職               | 備考 |
| ----------------- | -------- | ------------ | ------------- | -------------- | ------------------ | ---- |
| 札幌県警部長      | 辰野宗城 | 1882年2月8日 | 1886年2月21日 | 開拓使一等警部 | 道庁本庁警察本署長 |      |
| 函館県警部長      | 山内久内 | 1882年2月8日 | 1886年2月21日 | 開拓使一等警部 | 函館支庁警察本署長 |      |
| 根室県警部長 警部 | 三沢秀二 | 1886年3月2日 |               | 開拓使八等警部 | 根室警察署長       |      |
| 根室県警部長 警部 | 師岡毅   | 1882年5月    |               | 警視庁警部     | 大分県警部         |      |

## 北海道庁の設置
開拓を巡って3県と北海道事業管理局の方針の足並みを揃えることが出来ず、加えて松方財政の影響による不況によって財政収入が伸び悩み、かえって開拓の障害となった。また、当時（1886年）の北海道全域の人口は26万5千人に過ぎず、うち半数以上にあたる15万1千人が松前藩時代以来の集住地域である函館県に集中し、逆に極寒の未開拓地が大半を占める根室県はわずか1万7千人という不均衡の問題が生じていた。そこで参議伊藤博文は1885年に、太政官大書記官金子堅太郎を北海道に派遣した。70日余りの視察を終えて帰京した金子は、現行の3県体制が機能していないことを報告した。
この報告を受ける形で1886年1月26日、3県および北海道事業管理局を統廃合して内務省管轄の北海道庁に移行することになり、3県はその役目を終えた。なお、旧函館県及び根室県の組織はそのまま北海道庁函館支庁および根室支庁として、1890年11月5日の支庁制移行まで継続されることになった。